# پیتای کبود
پیتای کبود (نام علمی: Hydrornis cyaneus) پرنده‌ای است که در خانواده پیتا قرار دارد. زیستگاه پیتای کبود در بنگلادش، پادشاهی بوتان، کامبوج، جمهوری خلق چین، هند، لائوس، میانمار، تایلند و ویتنام می‌باشد.